# Miguel Ángel Dobrich
Miguel Ángel Dobrich (Montevideo, 12 de febrero de 1980) es un periodista y crítico de cine uruguayo.

## Biografía
Dobrich es licenciado en Comunicación Social en la Universidad Católica del Uruguay. Se especializó en análisis de la dramaturgia del relato fílmico policial, crítica y análisis cinematográfico, cine italiano y nouvelle vague.
Se desempeñó como columnista de cine del programa radial Justicia Infinita y en la actualidad trabaja como columnista de cultura y espectáculos del programa periodístico radial No Toquen Nada y como "Toni Kukoč" del magazine Vulgaria. 
Ejerce la docencia en la Universidad Católica del Uruguay
Ha publicado la novela La intemperie en 2009.